# Eriosema scioanum
Eriosema scioanum là một loài thực vật có hoa trong họ Đậu. Loài này được Avetta miêu tả khoa học đầu tiên.